# Pedicularis khasiana
Pedicularis khasiana är en snyltrotsväxtart som först beskrevs av Joseph Dalton Hooker, och fick sitt nu gällande namn av Francis Whittier Pennell. Pedicularis khasiana ingår i släktet spiror, och familjen snyltrotsväxter. Inga underarter finns listade i Catalogue of Life.